# Madagassische Fußballnationalmannschaft der Frauen
Die madagassische Frauenfußballnationalmannschaft ist eine Auswahlmannschaft der Fédération Malagasy de Football, die das Land Madagaskar auf internationaler Ebene bei Frauen-Länderspielen vertritt. Die Mannschaft nahm bislang nur an der Südafrikameisterschaft teil, jedoch nicht am Afrika-Cup oder an Weltmeisterschaften.

## Geschichte
Ihr erstes Spiel absolvierte die Mannschaft bei der Qualifikation für das Fußballturnier der Afrikaspiele 2015. Das Hinspiel gegen Botswana wurde mit 1:3 verloren. Nach einem 1:0-Sieg im Rückspiel schied Madagaskar in der ersten Qualifikationsrunde aus. Bei der Südafrikameisterschaft 2017 verlor Madagaskar alle Gruppenspiele gegen Simbabwe, Malawi und Sambia. Bei der Südafrikameisterschaft 2018 wurde ein Unentschieden gegen Botswana erzielt und die Spiele gegen Südafrika und Malawi verloren, womit Madagaskar erneut als Gruppenletzter ausschied. Gegen die Komoren gelang bei der Südafrikameisterschaft 2019 erstmals ein Sieg in der Gruppenphase, nach Niederlagen gegen Malawi und Südafrika schied die Mannschaft jedoch abermals in der Gruppenphase aus. Nach mehrjähriger Pause nahm Madagaskar wieder an der Südafrikameisterschaft 2023 teil, wobei die Spiele gegen Eswatini, Südafrika und Malawi verloren wurden.

## Turniere

### Weltmeisterschaft
- 1991 bis 2027 – nicht teilgenommen

### Afrika-Cup
- 1991 bis 2026 – nicht teilgenommen

### Südafrikameisterschaft
- 2002 bis 2011 – nicht teilgenommen
- 2017 – Gruppenphase
- 2018 – Gruppenphase
- 2019 – Gruppenphase
- 2020 bis 2022 – nicht teilgenommen
- 2023 – Gruppenphase
- 2024 – Gruppenphase